# Pilar Primo de Rivera

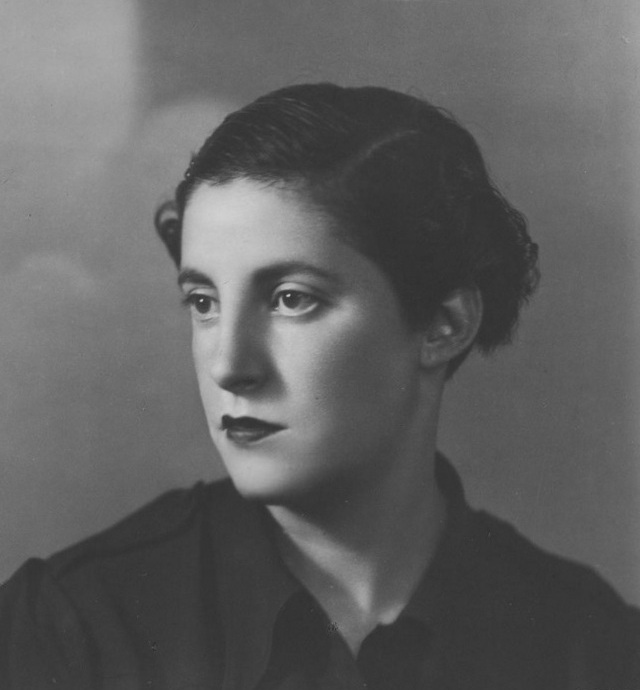
Pilar Primo de Rivera

Pilar Primo de Rivera y Sáenz de Heredia (* 4. November 1907 in Madrid; † 17. März 1991 ebenda) war eine spanische Politikerin der faschistischen spanischen Partei Falange.

## Leben
Pilar Primo de Rivera war die Schwester von José Antonio Primo de Rivera und Tochter des späteren Diktators Miguel Primo de Rivera. 1934 gründete sie die Sección Femenina (SF) innerhalb der Falange. In den Anfangsjahren in der Zweiten Republik kümmerte sich die SF in erster Linie um Parteimitglieder in Gefängnissen und deren Familien, während des Bürgerkriegs vor allem um die hinterbliebenen Familien der faschistischen Soldaten. Ihr Bruder José Antonio Primo de Rivera wurde am 17. November 1936 wegen der militärischen Revolte gegen die Zweite Spanische Republik zum Tode verurteilt und am 20. November 1936 (umgangssprachlich bekannt als „20-N“) hingerichtet.
Zwischen 1938 und 1943 unternahm Pilar sechs Reisen in das nationalsozialistische Deutschland, um sich mit Vertretern der NSDAP sowie der Reichsfrauenführerin Gertrud Scholtz-Klink zu treffen. Im September 1942 nahm sie am Gründungskongress des „Europäischen Jugendverbands“ teil. Austragungsort war das „Gauhaus“ in Wien, das einstige österreichische Parlament, das 1938 in den Sitz der NSDAP umgewandelt worden war. Pilar übernahm gemeinsam mit Penelope Testa, Generalinspekteurin der Jugendorganisation des italienischen Faschismus, und Jutta Rüdiger, Reichsreferentin des Bundes deutscher Mädel (BdM) die Führung der Arbeitsgemeinschaft „Weibliche Jugend“.
Die SF unter Leitung von Pilar Primo de Rivera wurde 1939 zur einzig legitimen Vertretung der Frauen in Spanien erhoben und kümmerte sich bis zu ihrer Auflösung 1977 nach dem Tod des Diktators Francisco Franco insbesondere um die Erziehung der Kinder gemäß den Vorstellungen der Partei. Pilar Primo de Rivera unterstützte anfangs König Juan Carlos I., brach aber mit ihm, als der König Carlos Arias Navarro (Ministerpräsident seit der Jahreswende 1973/74) zum Rücktritt drängte und mit der Bildung der Übergangsregierung und der Demontage der franquistischen Strukturen begann.